# Ischnomesus norvegicus
Ischnomesus norvegicus là một loài chân đều trong họ Ischnomesidae. Loài này được Svavarsson miêu tả khoa học năm 1984.